# Werner von Koppenfels

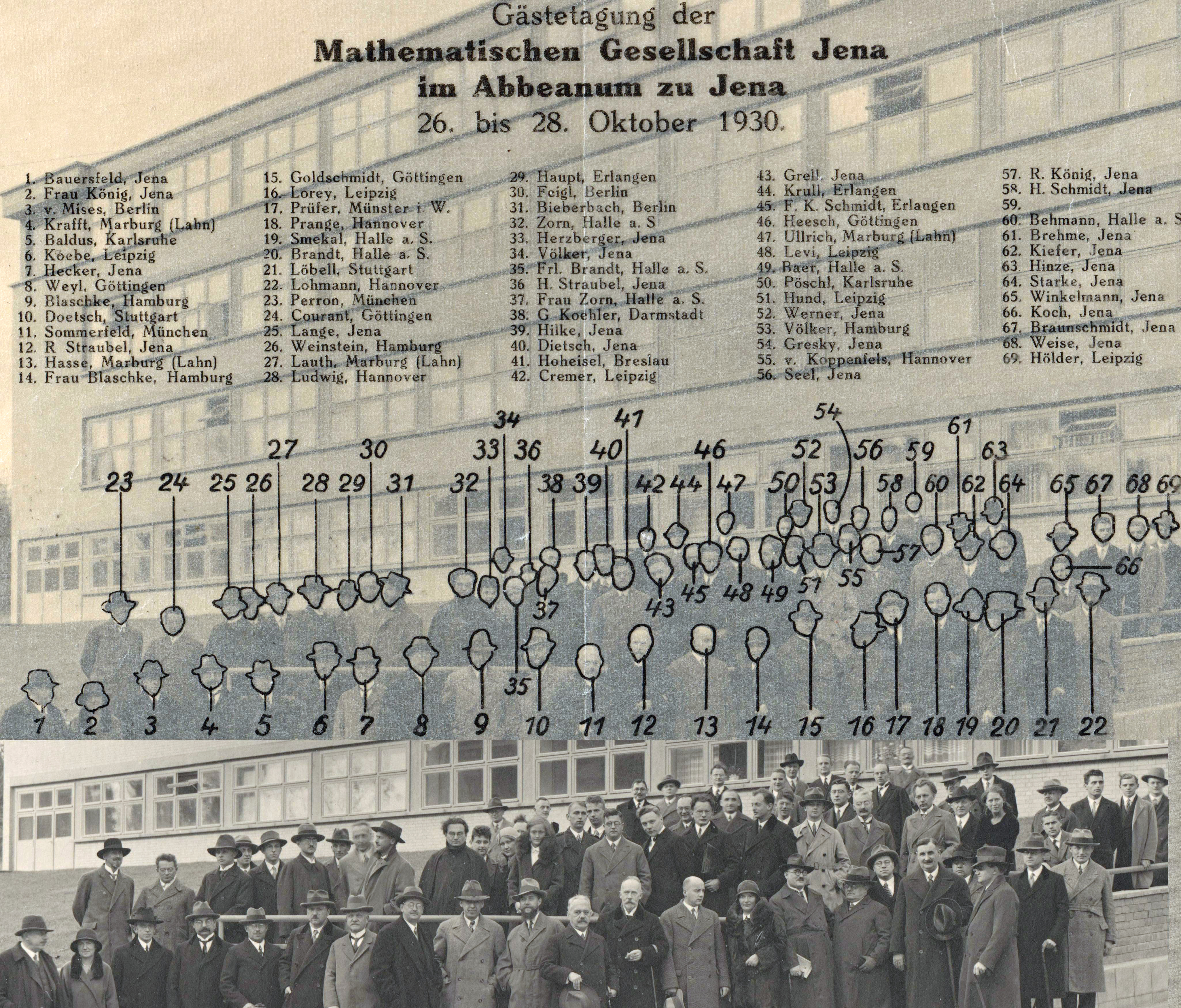
Werner von Koppenfels, segunda fila (Nº 55) na Mathematischen Gesellschaft Jena, em 1930

Werner Georg Martin von Koppenfels (Dresden, 7 de novembro de 1904 – Astracã, agosto de 1945) foi um matemático alemão, que trabalhou com projeção conforme.
Werner von Koppenfels estudou de 1923 a 1928 na Universidade Técnica de Dresden, Universidade de Stuttgart e Universidade de Göttingen, onde obteve um doutorado em 1928, orientado por Richard Courant, com a tese Über die Existenz der Lösungen linearer partieller Differentialgleichungen vom elliptischen Typus. Foi em seguida assistente de Georg Prange na Universidade de Hanôver, onde obteve em 1934 a habilitação e foi Privatdozent. De 1937 a 1940 foi docente na Universidade de Würzburg e a partir de 1940 professor extraordinário e a partir de 1943 professor ordinário da Deutsche Technische Hochschule Brünn.
Morreu em agosto de 1945 em uma prisão soviética em Astracã.
Dentre seus doutorandos em Brünn consta Helmut Epheser.

## Obras
- com Friedemann Stallmann: Praxis der konformen Abbildung, Grundlehren der mathematischen Wissenschaften, Springer 1959